# Georges Jacquot

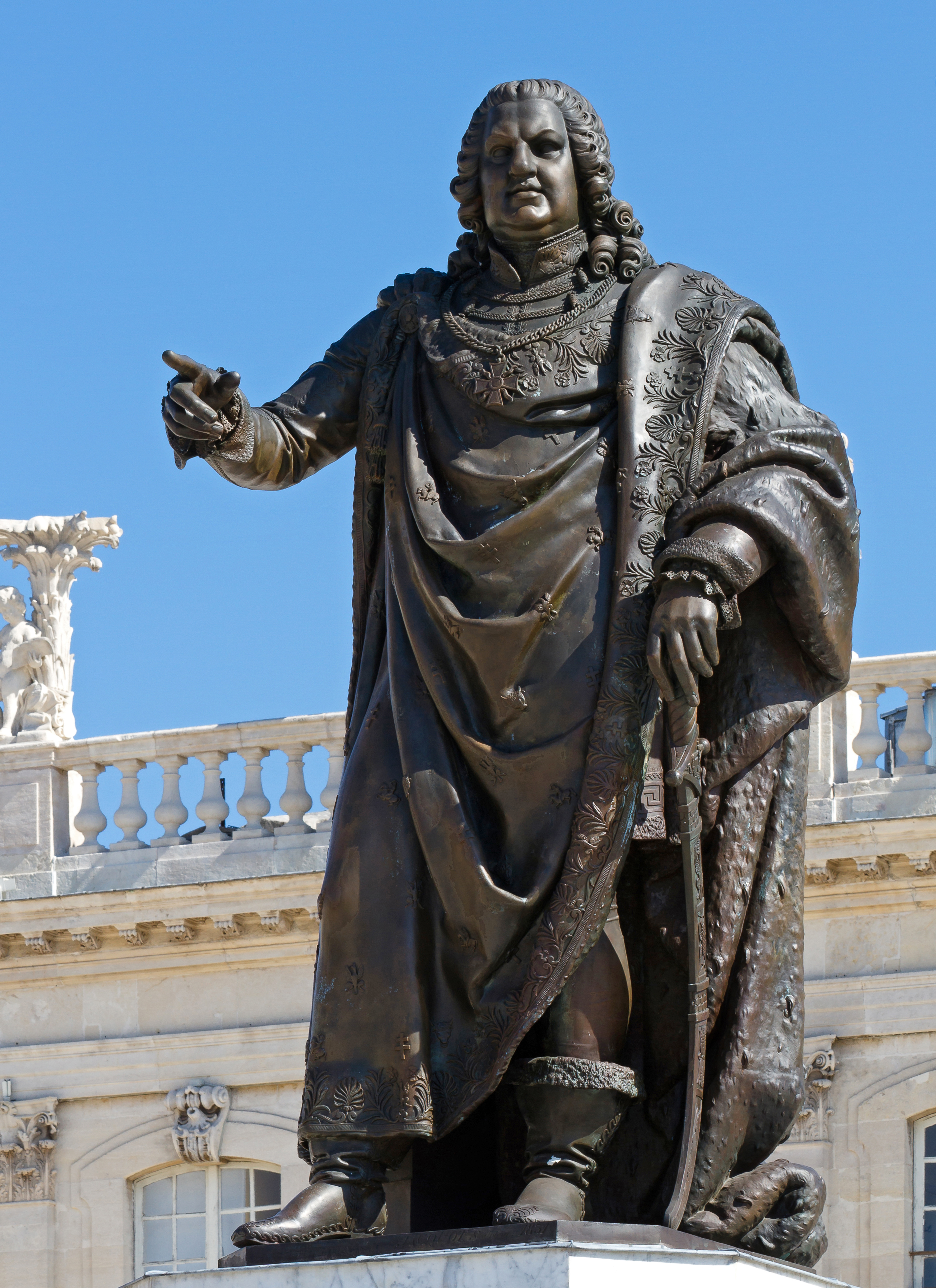
Georges Jacquots staty av Stanislas Leszczyński på Place Stanislas i Nancy.

Georges Jacquot, född den 15 februari 1794 i Nancy, död den 25 november 1874 i Paris, var en fransk skulptör.
Jacquot, som var elev till Gros och Bosio, vann 1820 romerska priset. Han utförde dels stoder och grupper med mytologiska ämnen, som Dafne, Paris och Helena, Herakles och Deianeira, dels reliefer på Étoilebågen och religiösa ämnen, som Jesus och Tomas samt Korsets uppresande (basrelief). Därtill kommer byster av Ludvig XVIII och Ludvig Filip med flera.